# Buick Modell B
Der Buick Modell B war ein viersitziger Personenkraftwagen, der erste von  Buick in den USA gebaute Wagen, und besaß einen  vorne eingebauten Zweizylindermotor. 1905 wurde er vom Modell C abgelöst. 1906 folgte das Modell F, dem ein zweisitziger Roadster namens Modell G zur Seite gestellt wurde. Während das viersitzige Modell 1910 auslief, fand der Roadster im Modell 14 und Modell 14B Nachfolger.

## Von Jahr zu Jahr

### Modell B (1904)
Der Tourer war mit einem Zweizylinder-Reihenmotor ausgestattet, der aus 2606 cm³ eine Leistung von 21 bhp (15,4 kW) bei 1230 min−1 schöpfte. Der Radstand des mit einem Kettenantrieb, Frontmotor und Hinterradantrieb versehenen Fahrzeuges betrug 2210 mm. Wie alle Buick zu Beginn des 20. Jahrhunderts besaß auch das Modell B ein  Planetengetriebe mit zwei Gängen zur Gangwahl. Serienmäßig waren die Fahrzeuge indigoblau lackiert und hatten leuchtend gelbe Holzspeichenräder.
Das Modell wurde am 13. August 1904 vorgestellt. Von den insgesamt 37 gefertigten Exemplaren gewann eines das Rennen von Eagle Rock 1904, ein anderes das Race to the Clouds am Mt. Washington.

### Modell C (1905)
Im Jahr 1905 ersetzte das Modell C das Modell B. Die Motorleistung stieg bei unverändertem Hubraum auf 22 bhp (16,2 kW) bei 1200 min−1. Serienmäßig waren die Fahrzeuge königsblau lackiert und hatten elfenbeinfarbige Holzspeichenräder. Im Unterschied zum Vorgänger boten sie fünf Sitzplätze.
Vom Modell C entstanden 750 Fahrzeuge.

### Modelle F und G (1906–1910)
Das Modell F des Jahres 1906 war ein modernisiertes Modell C. Die technischen Daten blieben gleich. Neben dem Tourer wurde ein ansonsten baugleicher Roadster als Modell G angeboten. Serienmäßig waren die Fahrzeuge purpur lackiert und hatten elfenbeinfarbige Holzspeichenräder. Ab 1906 waren alle Buick ab Werk mit Acetylen-Beleuchtung und Ballhupe ausgestattet.
1907 wuchs der Radstand der beiden Modelle von 2210 mm auf 2261 mm. Im Folgejahr wurde er auf 2337 mm vergrößert und die Karosserien modernisiert. Diese neuen Karosserien waren weinrot lackiert und mit roten Holzspeichenrädern kombiniert.
In den Jahren 1906–1910 entstanden 15.709 Tourer vom Typ F. Der Roadster Typ G wurde bereits 1909 eingestellt und wurde bis dahin 1091-mal gefertigt. Im Modelljahr 1911 fand der Roadster im Modell 14 einen Nachfolger, der Tourer mit Zweizylindermotor entfiel ersatzlos.

### Modelle 14 und 14B (1910–1911)
Das Modell 14 beerbte das ein Jahr zuvor eingestellte Modell G. Dieser Wagen hatte seinen Benzintank unter den Sitzen. Es gab aber auch ein baugleiches Fahrzeug, bei dem der Tank hinter den Sitzen angeordnet war, das Modell 14B. Beide Fahrzeuge waren mit Zweizylinder-Reihenmotoren ausgestattet, die bei einem Hubraum von 2081 cm³ eine Leistung von 14,2 bhp (10,4 kW) entwickelten. Der Radstand der mit einem Kettenantrieb versehenen Fahrzeuge betrug 2007 mm. Im Unterschied zum Vorgänger besaßen die Modelle 14 und 14B schon ein Stirnradgetriebe mit zwei Gängen, die wahlweise über einen Mittelschalthebel oder einen Lenkstockhebel gewechselt werden konnten. Mit 550,-- US-$ waren die kleinen Wagen deutlich billiger als ihre Vorgänger.
Den insgesamt 3300-mal gefertigten Buggyabout gab es zwar nur im Modelljahr 1911, der größte Teil der Wagen (2048 Stück) wurde aber bereits im Kalenderjahr 1910 gefertigt. Es war dies das letzte Zweizylindermodell der Marke und entfiel 1912 ersatzlos.

## Quelle
- Beverly R. Kimes, Henry A. Clark jun.: Standard Catalog of American Cars 1805–1942. Krause Publications, Iola 1985, ISBN 0-87341-045-9.

Im Zeitraum von 1942 bis 1946 gab es aufgrund des Zweiten Weltkrieges nur eine eingeschränkte zivile Fahrzeugproduktion.